# Herbstmusik

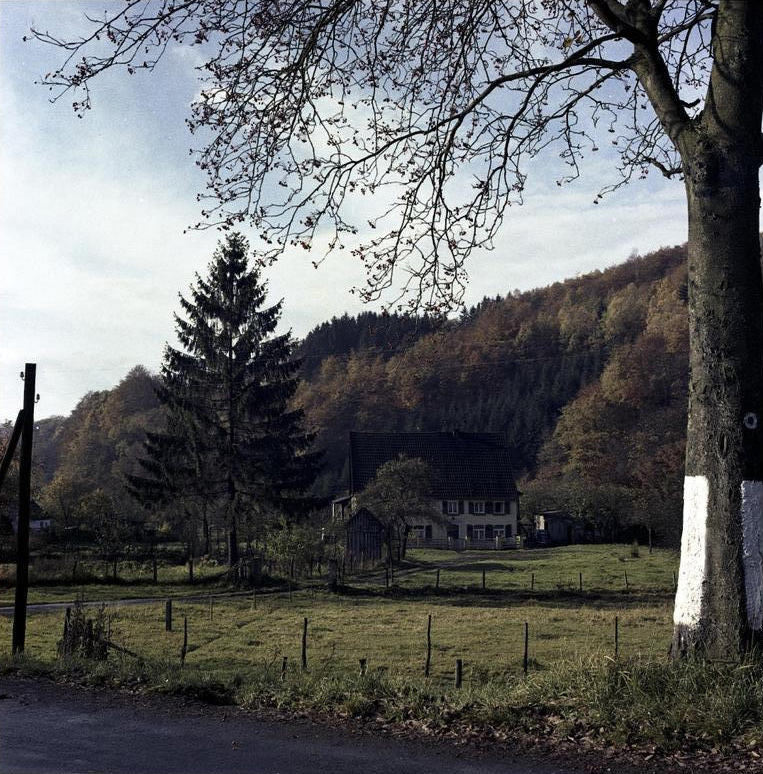
Automne dans le Pays de Berg, 1960

Herbstmusik (Musique d'automne) est une œuvre pour quatre exécutants de Karlheinz Stockhausen écrite en 1974. Elle porte le numéro 40 dans le catalogue du compositeur et sa durée moyenne est de 60 minutes,

## Historique
Herbstmusik, écrite en mars 1974, a été créée dans la "Großer Glockensaal" à Brême le 4 mai 1974 par les trois dédicataires de la partition, Péter Eötvös, Joachim Krist, et Suzanne Stephens, avec le compositeur lui-même.
C'est une première étape dans une série d'œuvres des années 1970 qui explorent des éléments théâtraux en musique, progressant à partir de Trans et Inori à travers Musik im Bauch, Atmen gibt das Leben et Sirius, et conduisant finalement au cycle d'opéras Licht,.

C'est le seul exemple achevé qui fait partie d'un projet plus vaste de « scènes de la vie quotidienne », lui-même partie d'un plus grand Prinzip des Ganzen (principe holistique), formulé pour un grand (mais non réalisé) projet à titre provisoire Oper (Opéra), conçu en 1968-69. Simultanément, il s'agit d'une tentative de préserver les sons et coutumes de la saison de récolte en voie de disparition dans la patrie de Stockhausen, le Pays de Berg, à l'est de Cologne. Stockhausen a expliqué que, lors de la composition de cette œuvre, 

« J'ai cherché un lien musical entre l'automne et les sons typiques qui accompagnent cette saison, des bruits avec une résonance émotive, ... Le bruit rassurant de feuilles sèches, le bruit de la pluie, le bruit du bois pourri écrasé sous le pied ou dans la main, le claquement lointain quand quelque chose est cloué. »

Herbstmusik a été composé pour le Groupe Oeldorf, un collectif de musiciens fondé par l'assistant de Stockhausen, Péter Eötvös, après son déménagement de Hongrie en Allemagne au début de 1971. Stockhausen l'avait aidé à trouver une longère à Oeldorf, une annexe (Ortsteil) de la commune de Kürten, non loin du domicile de Stockhausen. En collaboration avec le violoncelliste Gaby Schumacher, le flûtiste David C. Johnson, et l'altiste Joachim Krist, Eötvös organisa une série de concerts d'été tenus habituellement dans la grange attenante à la ferme. C'est dans cette grange que les répétitions commencèrent pour Herbstmusik, avec Eötvös, Krist, Stockhausen, et la clarinettiste américaine Suzanne Stephens, qui était invitée à l'un des concerts nocturnes d'été. L'atmosphère rustique était évidemment un élément essentiel de l'œuvre, qui n'a pas réussi plus tard se transférer avec succès à la salle de concert.

## Structure
Il y a quatre mouvements, qui s'enchaînent sans interruption :
1. Ein Dach vernageln (Clouer un toit): duo avec accompagnement
2. Holz brechen (Briser du menu bois): quatuor
3. Dreschen (Battre le blé): trio
4. Laub und Regen (Feuilles et pluie): duo

Parce que la nature visuelle-dramatique d'une exécution est si évidente, Stockhausen souligne surtout les sons dans le premier mouvement: « Veuillez écouter attentivement la musique du clouage. … peut-être n'auriez-vous pas du tout remarqué qu'il s'agit là de musique ». Les sons des feuilles dans le dernier mouvement constituent également "une musique que très peu auront vécue—ou dans leur enfance, mais alors ils l'auront probablement oubliée,.

### Premier mouvement

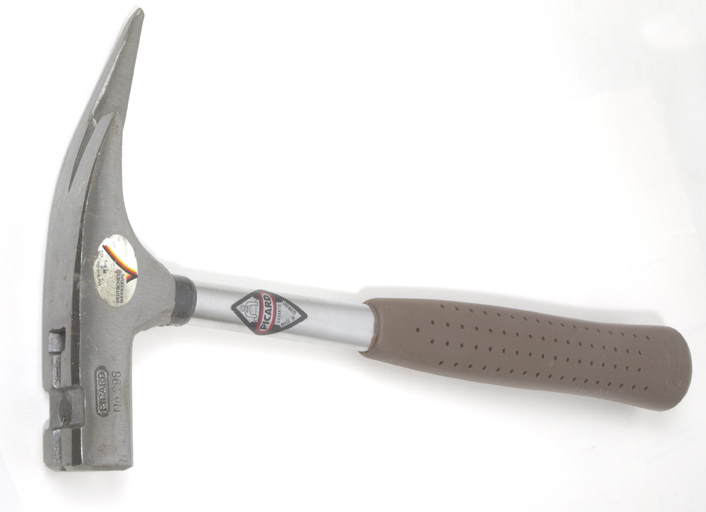
Un marteau de toiture allemand (Latthammer), prescrit pour le premier mouvement de Herbstmusik

Le premier mouvement est « littéralement une polyphonie en deux parties de clouage de planches dans le toit d'un cabane en bois » . La partition précise que les deux exécutants utilisent un type de marteau de toiture (ou de charpentier) couramment utilisé en Allemagne, avec une longue pointe effilée. En plus de clouage ordinaire, "tous les timbres imaginables pouvant se produire par le contact du marteau et des doigts avec les clous et le bois, doivent être épuisés sur le plan musical", y compris le frottement de la face de frappe du marteau sur les têtes de clous de tailles différentes, tremblement rapide avec la pointe longue du marteau entre deux clous ou deux rangées de clous, un martèlement dru et prolongé du côté plat du marteau sur deux têtes de clous, ou un tremblement soutenu en va-et-vient du marteau entre des clous. Ces sons variés suivent un processus formel en cinq étapes, menant du clouage ordinaire à une très délicate phase finale, avec "des trilles courtes isolées, des martèlements durs et doux, … des timbres irisants féériques". Le principal duo de clouage est accompagné par intermittence par un clarinettiste qui pratique des fragments de la formule mélodique qui figureront plus tard dans le quatrième mouvement. Les deux couvreurs sifflent de temps en temps des fragments de ce qu'ils entendent de la mélodie que la clarinettiste joue. Ce mouvement doit produire "un effet strictement formel et faire ressentir une précision extrême".

### Deuxième mouvement
Après avoir terminé la toiture, les quatre exécutants prennent place sur des chaises, incendient un feu de camp, et brisent des petites branches et des rameaux, en commençant par les plus gros morceaux et en progressant vers les plus minces. Ce processus se divise en dix phases, se terminant par un ritardendo de cliquer et le bruissement des sons ressemblant au "crépitement très clair d'un feu". Tout au long du mouvement, le jeu d'ensemble est joué comme un quatuor à cordes.

### Troisième mouvement
Le trio de battage est divisé en treize phases. L'action de battre le grain produit un changement global du son à partir d'une croustillance d'ouverture des sons. Les batteuses alternent travail en solo, en couple, et tous les trois ensemble de manière synchrone et en rotation, mimant un conflit les uns avec les autres et la réconciliation.

### Quatrième mouvement: "Laub und Regen"

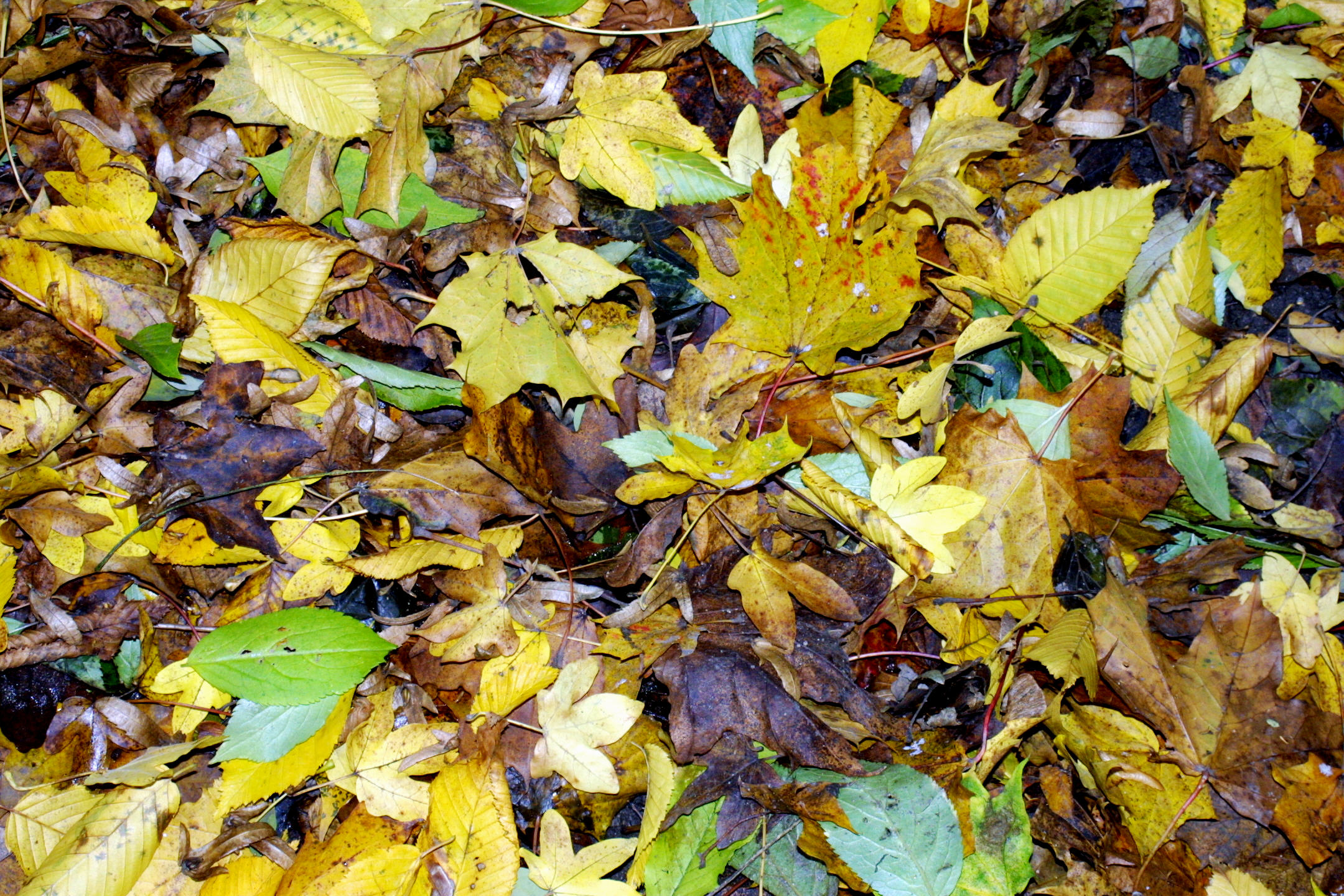
Les feuilles d'automne

Le dernier mouvement de Herbstmusik est divisé en dix-neuf phases, qui commencent par une querelle entre un homme et une jeune fille dans les feuilles sèches. La pluie imbibe à la fois les feuilles et les interprètes, après quoi ils apportent leurs instruments (une clarinette et un alto) pour les huit phases finales, consistant en un « duo final ».
Le duo pour clarinette et alto qui conclut le quatrième mouvement peut être joué par lui-même comme un œuvre de concert. Sous cette forme, il est donné le titre original de l'ensemble du dernier mouvement de Herbstmusik, Laub und Regen, et porte le numéro d'œuvre 40½ dans le catalogue du compositeur. Ce retour à la musique notée de façon conventionnelle réunit deux des dispositifs caractéristiques de Stockhausen : la composition de processus et la composition avec formules.
La formule mélodique qui constitue la base a été écrit comme un exemple lors d'un séminaire de composition. Quand il est initialement présenté dans le premier mouvement, il est indiqué "gut zum Mitpfeifen" (bon à siffler), une remarque qui s'adresse à l'action des deux couvreurs. La formule contient quinze notes divisées en cinq segments de 1 + 2 + 5 + 3 + 4. La durées des notes au sein de ces segments est mesurée en croches: 1, 1 + 2, 5 + 3 + 2 + 4 + 1, 2 + 1 + 3, et 3 + 1 + 2 + 4. Les silences à la fin de chaque segment sont également disposés en série, 3 + 5 + 1 + 4 + 2 croches. Ajouté aux durées des notes sonnent précédents, les cinq segments viennent jusqu'à 4 + 8 + 16 + 10 + 12 croches. Dans le duo clarinette-alto, cette formule est d'abord présentée sous sa forme plus simple, puis est soumise à une succession d'élaborations ressemblant à la méthode suivie dans Mantra, mais en ce cas, la texture du duo permettant la formule doit être présentée simplement en un seul instrument, tandis que l'autre l'embellit. Malgré le système sériel élaboré utilisé pour la production, le résultat rappelle les Contrastes de Béla Bartók.
Par conséquent, la forme générale de Herbstmusik commence avec des sons de travail quotidien, sur lesquels certains sons mélodiques se superposent. Plus tard, les hauteurs s'établissent en opposition au bruit. Dans le quatrième mouvement, la mélodie de la clarinette se fait entendre sans bruit d'accompagnement, et à partir de cette mélodie monophonique évolue vers une texture à deux voix, avec une motivation théâtrale : La clarinettiste enseigne sa mélodie à l'altiste. L'altiste reflète sur un plan plus local le processus formel de l'ensemble de l'œuvre. Il commence avec le bruit, représenté par le jeu maladroit, mais apprend peu à peu la mélodie. De cette façon, la pièce, qui avait commencé avec des bruits de clouage, conduit finalement à la mélodie et l'interaction polyphonique simple.
Une forme un peu plus complexe est suggérée, si l'on considère la forme comme l'interaction de quatre processus évolutifs dans différentes bandes de fréquences:
| Scène | hauteur       | matériaux      | structure               | qualité sonore           | processus  |
| 1     | moyenne       | métallique     | periodique              | retentissant             | ascendant  |
| 2     | moyenne /haut | bois           | apériodique             | claquant/fissuration     | ascendant  |
| 3     | bas/haut      | bâtons/paille  | periodique/statistique  | martèlement / bruissant  | descendant |
| 4     | haut/bas      | corps/feuilles | aperiodique/statistique | bruits sourds/écrasement | descendant |

## Réception
Lors de la création à Brême en 1974, un groupe de rock dans le bar en bas était assez fort pour couvrir les bruits amplifiés de ruptures des brindilles au cours du deuxième mouvement, de sorte que certains membres du public ont crié des encouragements et rejoint pour aider à briser certaines des branches plus grosses et plus tenaces, qui ont été transmises autour de la salle. Au moment où les artistes avaient bien mis dans la scène de battage, un membre agité du public a crié au trio à fléaux, « Hé, les gars, foutons le camp d'ici et allons prendre un pot ». Enfin, le public a été outré par les acrobaties dans les feuilles dans le dernier mouvement, même si un témoin a trouvé cela « innocemment adolescent ». Même un critique sympathique n'a pu s'empêcher de conclure en citant Aschenbach à La Mort à Venise de Thomas Mann: « La musique est le plus ambigu de tous les arts ».
La fois suivante où Herbstmusik a été présenté, au cours des deuxièmes Rencontres Internationales d'Art Contemporain de La Rochelle le 28 juin, il a été férocement dénoncé par un critique comme « le point bas d'une carrière unique variée », et l'œuvre antérieure Alphabet pour Liège a été jugée plus subtile et riche en exploration de la « musicalisation des activités quotidiennes »,.
Peu de temps après, la pièce a été réalisée pour la troisième fois aux Internationale Ferienkurse für Neue Musik, quand un critique s'aventura à dire que cela comportait un « duo délicieusement mélodieux pour violon [sic] et clarinette à la fin ».
Plus tard, un auteur détecta un sentiment de malice dans la mise en scène de Stockhausen d'une pièce radiophonique, où l’élément visuel est assuré d'être mal interprété. Dans cette perspective, les « scéniques actions sonores documentaires » de Herbstmusik sont considérées comme présentant le compositeur « à son plus engageante et auto-effaçant », et sont appréciés pour leur «vérité et concret moral » qui en font un « changement rafraîchissant par rapport à la préciosité de la virtuosité conventionnelle ». Le duo qui termine la composition en particulier est considéré comme « charmant et plein d'esprit », avec « une légèreté de touche séduisante ».

## Discographie
Aucun enregistrement complet de Herbstmusik n'a encore été publié, mais Laub und Regen, exécutée par Suzanne Stephens (clarinette) et Joachim Krist (alto), se trouve dans le disque :
- Suzee Stephens spielt 15 Kompositionen [von] Stockhausen: Musik für Klarinette, Baßklarinette, Bassetthorn. Stockhausen Complete Edition CD 32 A-B-C (3 CD). Kürten: Stockhausen-Verlag, 1994.